# 高柳伊三郎
高柳 伊三郎（たかやなぎ　いさぶろう、1898年4月26日 - 1984年10月21日）は、日本の新約聖書学者。

## 略歴
静岡県生まれ。青山学院神学部卒。
1946年横浜上原教会牧師、日本聖書神学校教授、青山学院大学教授、1967年定年退任、名誉教授、日本女子神学院教授。

## 著書
- 『新約書概論』（教界時報社） 1926
- 『ダンテ神曲序説』（新生堂） 1927
- 『新約聖書概論』（新生社） 1931
- 『現代に於けるイエス伝研究』（日独書院、基督教モノグラフ叢書） 1934
- 『福音書概論』（新生堂） 1935
- 『基督教思想史』（新生堂） 1937
- 『マルコ伝の研究 附・詩篇の研究』（日本メソヂスト教会日曜学校局） 1937
- 『聖書思想解説叢書 第1編 解説ヤコブ』（日独書院） 1936
- 『新約学の諸問題』（新生堂） 1939
- 『祖国の救ひ』（基督教出版） 1939
- 『良心と自由 学芸論集』（福音館） 1948
- 『イエス伝研究 その歴史と方法』（新教出版社） 1951
- 『基督教思想史概説』（新教出版社） 1953
- 『ルカ伝福音書 聖書新解』（教文館） 1955
- 『新約聖書要解 ヤコブ・ユダ書』（新教出版社） 1957
- 『ダンテ「神曲」入門』（日本基督教団出版部、グリーン・ブックス） 1964
- 『新約研究入門』（日本聖書神学校出版部、J.B.S.シリーズ） 1971
- 『イエス伝とその周辺 わたしの歩んだ道』（高柳伊三郎先生喜寿祝賀出版会編、新教出版社） 1975

### 共編
- 『口語新約聖書略解』（山谷省吾, 小川治郎共編、日本基督教団出版部） 1955
- 『世界教育宝典 キリスト教教育編 第1 聖書』（浅野順一共編、玉川大学出版部） 1968

## 翻訳
- 『イエスの観たる家族・財産・国家』（シェイラ・マシユウス、基督教出版社） 1934
- 『新約聖書の文学』（ハアバアト・ピユリントン, カアル・エヴアレツト・ピユリントン、一粒社） 1934
- 『イエス その人と歴史』（E・シュタウファー、日本基督教団出版部） 1962
- 『イエスの譬・その解釈』（A・M・ハンター、川島貞雄共訳、日本基督教団出版部） 1962

## 記念論文集
- 『福音書研究 高柳伊三郎教授献呈論文集』（青山学院大学基督教学会編、創文社） 1967
- 『歴史のなかのイエス 高柳伊三郎先生85歳祝賀論集』（中村民男, 川島貞雄編、新教出版社） 1983
- 『この一筋につながる 高柳伊三郎先生記念文集』（高柳伊三郎先生記念文集刊行会） 1985